# دوردست‌ها
دوردست‌ها نام یک مجموعه تلویزیونی ایرانی به کارگردانی جواد ارشاد و تهیه کنندگی فریبا توکلی است. این سریال محصول مشترک شبکه اول سیما و سازمان ملی استاندارد ایران است که در بهار ۱۳۹۵ در ۳۷ قسمت از شبکه اول سیما و شبکه HD پخش گردید.

## خلاصه داستان
کارخانه روغن سازی دو شریک بنامهای رسول و صادق دچار بحران مالی می شود. صادق که فعالیتی دیگر راه انداخته سهام خود را می فروشد و سرمایه داری بنام حبیب به پیشنهاد عماد که مورد اعتماد و همه کاره اوست سهام کارخانه را می خرد و عماد به همراه رسول به اداره کارخانه مشغول می شوند. رفته رفته معلوم می شود که عماد با نقشه ای قبلی برای ضربه زدن به رسول به او نزدیک شده است و ...

## بازیگران
- فاطمه گودرزی در نقش رباب[۱]
- دانیال حکیمی در نقش رسول مشفق[۱]
- هومن برق نورد در نقش عماد[۱]
- بهرام ابراهیمی در نقش ایرج[۱]
- کوروش سلیمانی در نقش امیر[۱]
- رحمان باقریان در نقش زهیر پدر رباب[۱]
- مریم خدارحمی در نقش نازنین[۱]
- ونوس کانلی در نقش یگانه[۱]
- شهروز ابراهیمی
- آیلار نوشهری در نقش سپیده[۱]
- آرزو قائدامینی در نقش نگار[۱]
- معصومه کریمی در نقش مهندس صبوحی[۱]
- شمسی فضل‌اللهی در نقش خورشید[۱]
- صفا آقاجانی
- پویا مهدوی‌زاده در نقش سروش[۱]
- معصومه آقاجانی
- امیر دژاکام
- محمد عمرانی
- فرخنده فرمانی‌زاده
- محمدرضا رهبری
- مختار سائقی
- محمدرضا غیاث‌آبادی
- اکبر مددی‌مهر
- فرشته سرابندی
- سیامک اطلسی در نقش حبیب بخشی[۱]
- حسین محب‌اهری
- جواد زیتونی
- مهوش وقاری
- محمدرضا قربانی
- دایانا حکیمی
- فرهنگ سجادی
- شیوا خنیانگر در نقش سیمین[۱]
- مهری آل‌آقا
- مهدی باطبی

## حوادث
جمال اجلالی از بازیگران پیشکسوت این مجموعه تلویزیونی٬ صبح یکی از روزهای تصویربرداری پس از ابراز سردرد٬ به بیمارستان منتقل شد و مشخص گردید که دچار خون‌ریزی مغزی شده است.